# Featheroides
Featheroides là một chi nhện trong họ Salticidae.